# Bertiera bistipulata
Bertiera bistipulata là một loài thực vật có hoa trong họ Thiến thảo. Loài này được Bojer ex Wernham mô tả khoa học đầu tiên năm 1912.